# 鞍山站
鞍山站位于中国辽宁省鞍山市铁西区，于1918年启用，为沈阳铁路局管辖的二等站。经过铁路有沈大铁路。

## 使用情况
鞍山站是沈大铁路的二等站。主要办理客货运列车接发、调车，货物列车补水作业。日均办理旅客列车约60多列。

## 历史
- 1918年：鞍山站建成启用，當時稱為鞍山驿，设有临时乘降所。原来的鞍山驿（今旧堡站）改称千山驿。
- 1918年4月20日：鞍山驿临时站房建成启用，同年11月20日鞍山驿正式成立，由「满铁」奉天铁道事务所（后改称奉天铁道局）管辖。
- 1919年：鞍山驿修建南站舍，至1920年建成启用。當時站房面积为649.32平方米。
- 1939年：鞍山驿修建北站舍，至1940年建成启用。站房面积增加至6395.4平方米。
- 1946年5月31日至1948年2月：第二次国共内战期間，鞍山站被国民党军队占领，成为工事阵地。火车間歇開行，营运里程也很短。
- 1948年2月：鞍山市解放，成立辽南铁路局，並迁站至瓦房店。
- 1950年2月：中长铁路由中华人民共和国及苏联共同管理，至1952年12月苏联交还管理权，鞍山站归沈阳铁路分局管辖。
- 1956年：沈阳铁路管理局批准鞍山站建设新站房。原站房于1957年末拆除，1958年重建，1959年5月1日建成启用，总投资97万元。重建后站房建筑面积增加至4208.26平方米，候车室面积1198.08平方米，可容纳1500多人。
- 20世纪90年代：鞍山站站房不敷應用，再次進行重建。
- 2015年1月22日：新鞍山站一楼候车室和改造后的一站台（高站台）启用，原二楼的两个候车室停用。

鞍山站二站台的雨棚为1930年代满铁管辖时建设，现已列入鞍山市文物保护单位。